# St. Martin (Zell)

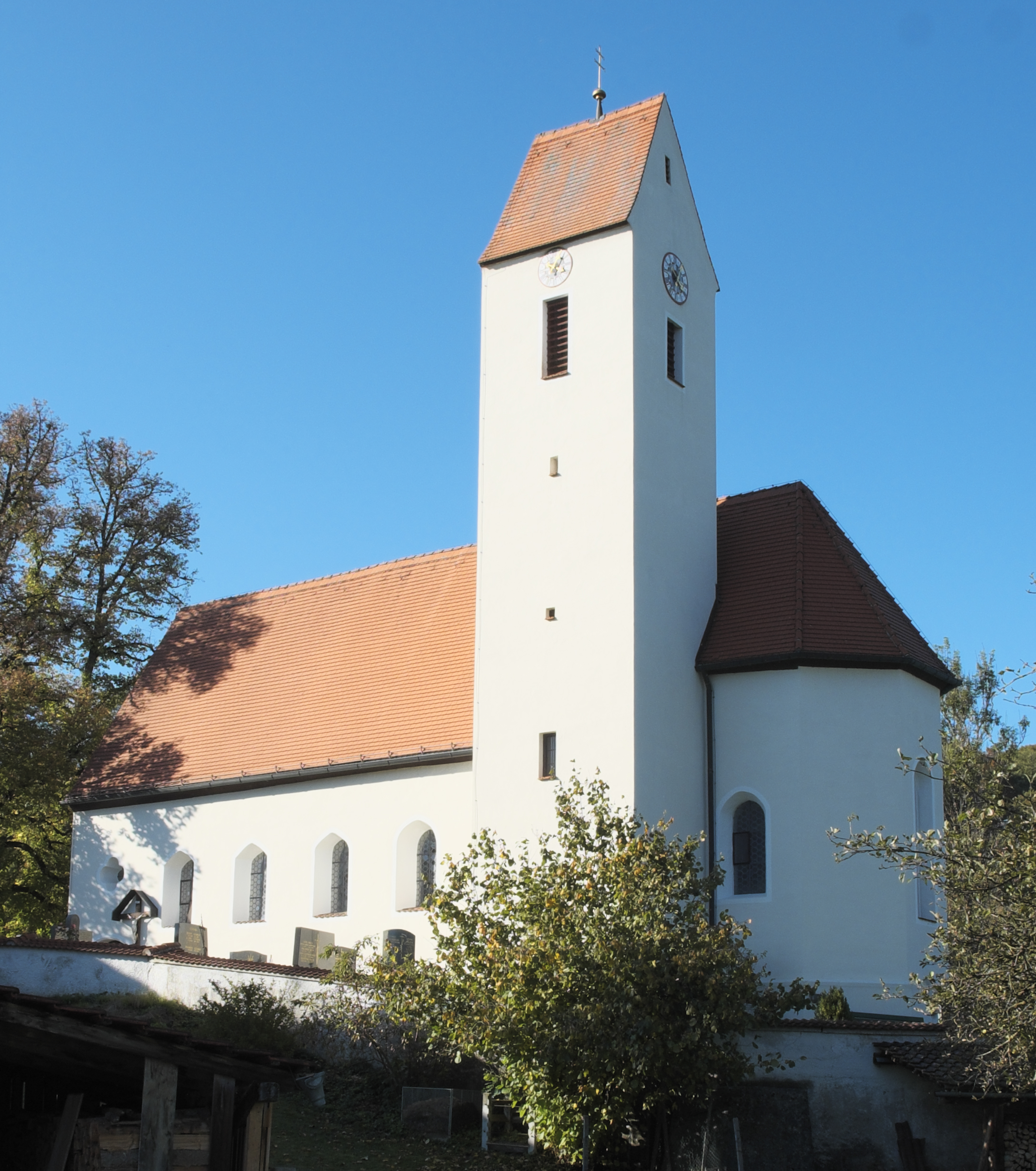
St. Martin von Südosten

Die römisch-katholische Filialkirche St. Martin in Zell, einem Gemeindeteil von Großweil im oberbayerischen Landkreis Garmisch-Partenkirchen, gehört als Teil der Pfarrei Schlehdorf zum Dekanat Werdenfels des Erzbistums München und Freising. Das Gotteshaus mit der Adresse Dorfstraße 20 steht unter Denkmalschutz.

## Geschichte
Bis ins 17. Jahrhundert war die Kirche der heiligen Margareth geweiht. Im Jahr 1609 wurde die Kirchenverwaltung angewiesen, die baufällige gotische Kirche instand zu setzen. Um 1771/72 wurde die Kirche größtenteils neu erbaut und barock gestaltet, in dieser Zeit entstanden auch die Deckengemälde im Kirchenschiff: die vier abendländischen Kirchenväter stehen den vier Evangelisten gegenüber. 1851 wurde die Kirche erweitert.
Größere Renovierungen fanden 1956/57 und von 2008 bis 2010 im Altarraum und von außen statt.

## Beschreibung und Ausstattung

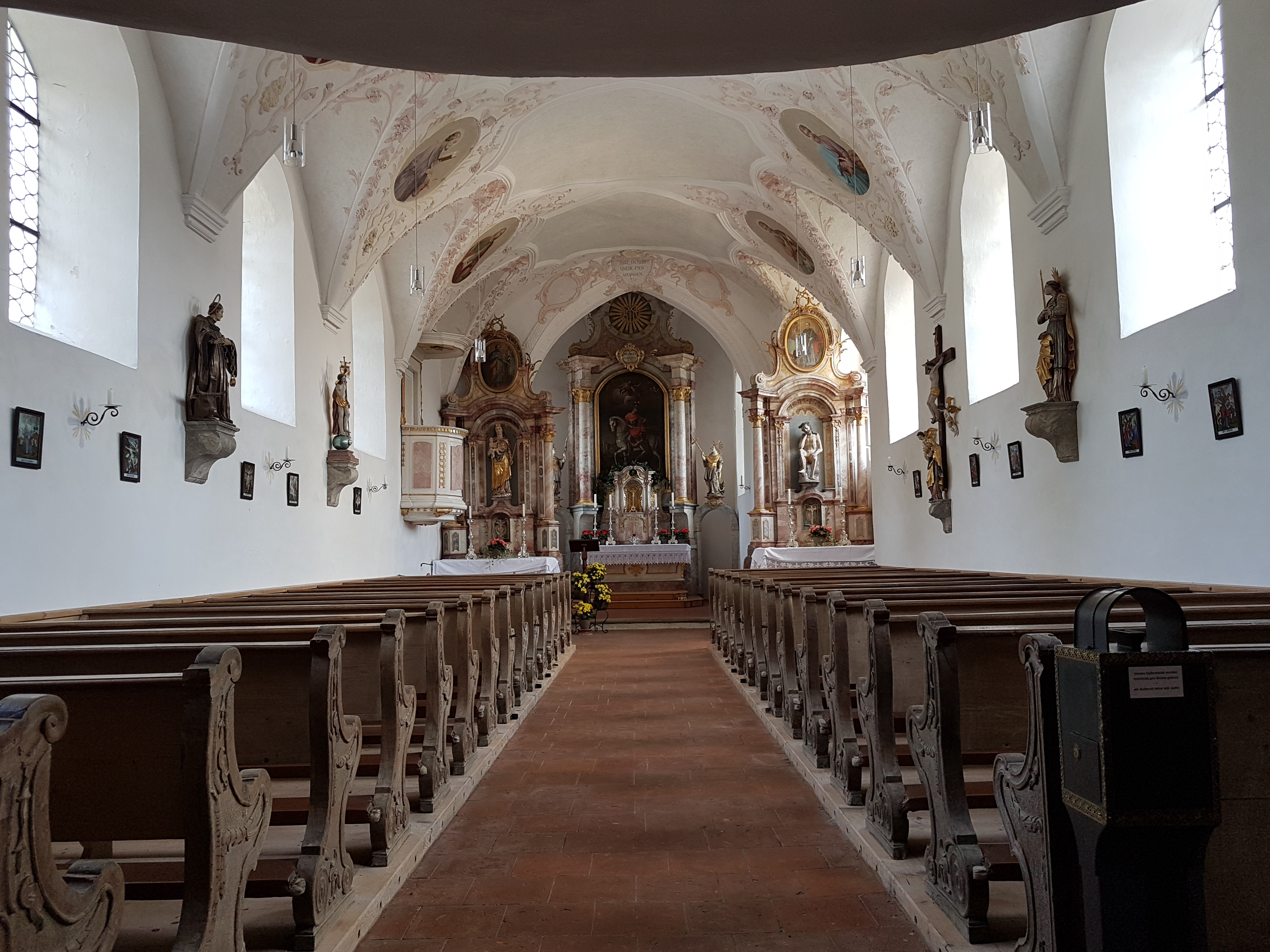
Innenansicht

An die geostete spätgotische Saalkirche ist südöstlich der Kirchturm mit Satteldach angeschlossen. Der Chor ist etwas eingezogen.
Der Hochaltar, die Seitenaltäre und das Gestühl stammen wohl vom Kleinweiler Kistler Johann Georg Miller.

## Orgel
Der Münchner Orgelbauer Max Maerz baute 1849 in St. Martin eine neue Orgel mit sechs Registern auf einem Manual und Pedal. Das 1994 durch Riegner & Friedrich restaurierte Instrument weist folgende Disposition auf:
| Manual    |    |
| Gedeckt   | 8′ |
| Gamba     | 8′ |
| Principal | 4′ |
| Flöte     | 4′ |
| Mixtur    | 2′ |

| Pedal  |     |
| Subbaß | 16′ |

- Koppeln: M/P